# Marie Dressler
Marie Dressler, pseudonimo di Leila Marie Corber (Cobourg, 9 novembre 1868 – Santa Barbara, 28 luglio 1934), è stata un'attrice canadese.

## Biografia
Incominciò la sua carriera artistica nel 1882, debuttando a teatro come cantante di operetta. Trasferitasi negli Stati Uniti, nel 1892 si affermò a Broadway, diventando in breve tempo uno dei personaggi femminili più conosciuti nell'epoca del Vaudeville.
Il suo esordio cinematografico avvenne nel 1914, accanto a Charlie Chaplin in Il fortunoso romanzo di Tillie, diretto da Mack Sennett, ruolo che aveva interpretato già con grande successo sulle scene teatrali. All'uscita del film in Europa, il personaggio di Chaplin cominciava a diventare di moda, tanto che la pellicola fu considerata più un film di Chaplin che di Marie Dressler che pure ne era la protagonista, tanto che i titoli alternativi del film furono L'odissea di Charlot o Charlot milionario per un'ora. Seguirono alcune pellicole di minor rilievo, fino al 1918, quando la Dressler si allontanò dal mondo cinematografico. 
Nel frattempo, diventò un'attivista del sindacato degli attori e, durante la guerra contribuì alla campagna Prestito della Libertà.
Rientrò nel mondo del cinema nel 1928 con l'avvento del sonoro.
L'anno successivo ottenne il premio Oscar quale migliore attrice per l'interpretazione nel film Castigo, e una candidatura nel 1932.
Ammalatasi di cancro, morì a Santa Barbara il 28 luglio 1934, a 65 anni.

## Filmografia

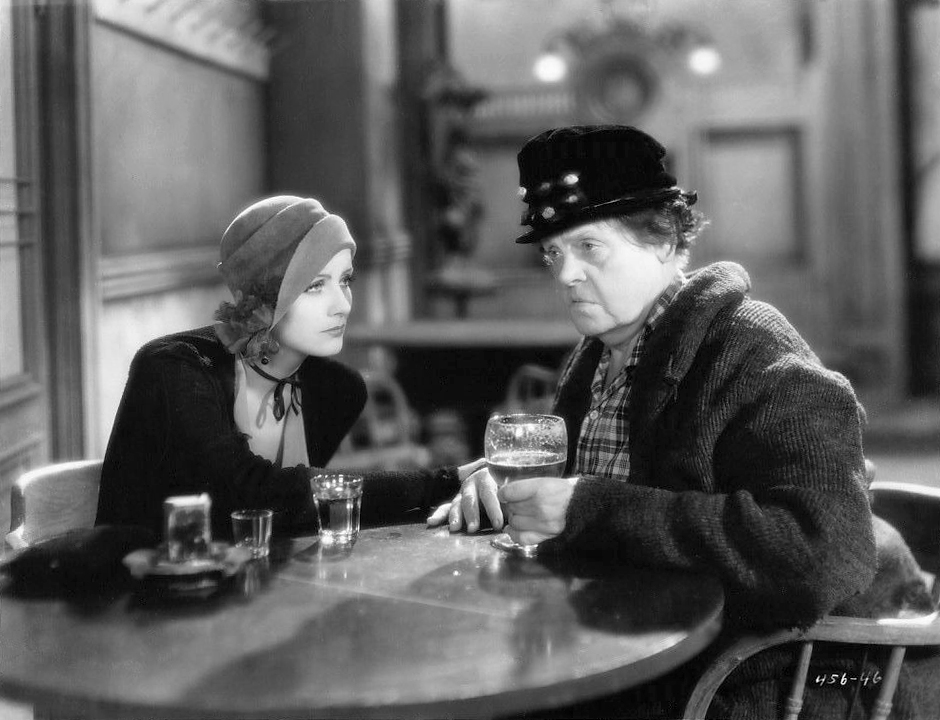
Marie Dressler con Greta Garbo nel film Anna Christie (1930)

- Il fortunoso romanzo di Tillie (Tillie's Punctured Romance), regia di Mack Sennett (1914)
- Tillie's Tomato Surprise, regia di Howell Hansel (1915)
- Tillie Wakes Up, regia di Harry Davenport (1917)
- Fired, regia di Marie Dressler - cortometraggio (1917)
- The Scrub Lady - cortometraggio (1917)
- The Agonies of Agnes - cortometraggio (1918)
- The Red Cross Nurse - cortometraggio (1918)
- The Callahans and the Murphys, regia di George W. Hill (1927)
- Sogni dorati (The Joy Girl), regia di Allan Dwan (1927)
- Breakfast at Sunrise, regia di Jack Conway (1928)
- Fascino biondo (The Patsy), regia di King Vidor  (1928)
- Bringing Up Father, regia di Jack Conway (1928)
- Trafalgar (The Divine Lady), regia di Frank Lloyd  (1929)
- Hollywood che canta (The Hollywood Revue of 1929), regia di Charles Reisner (1929)
- Dangerous Females, regia di William Watson - cortometraggio (1921)
- The Vagabond Lover, regia di Marshall Neilan (1929)
- Arcobaleno (Chasing Rainbows), regia di Charles Reisner (1930)
- Anna Christie, regia di Clarence Brown (1930)
- Come rubai mia moglie (The Girl Said No), regia di Sam Wood (1930)
- Notte romantica (One Romantic Night), regia di Paul L. Stein (1930)
- La borsa e la vita (Caught Short), regia di Charles Reisner (1930)
- La moglie bella (Let Us Be Gay), regia di Robert Z. Leonard
- Castigo (Min and Bill), regia di George W. Hill (1930)
- Istituto di bellezza (Reducing), regia di Charles Reisner (1930)
- Lo sciopero delle mogli (Politics), regia di Charles Reisner (1931)
- The Christmas Party, regia di Charles Reisner - cortometraggio (1931)
- Ingratitudine (Emma), regia di Clarence Brown (1932)
- Prosperity, regia di Sam Wood (1932)
- Cuori in burrasca (Tugboat Annie), regia di Mervyn LeRoy (1933)
- Pranzo alle otto (Dinner at Eight), regia di George Cukor (1933)
- Christopher Bean, regia di Sam Wood (1933)

### Film o documentari dove appare Marie Dressler
- Actors' Fund Field Day - sé stessa cameo (1910)

## Teatro
- The Century Girl (Broadway, 6 novembre 1916)

## Riconoscimenti
- Premi Oscar 1931 – Oscar alla miglior attrice per l'interpretazione in Castigo
- Premi Oscar 1932 – Candidatura all'Oscar alla miglior attrice per l'interpretazione in Ingratitudine

Per il suo contributo all'industria cinematografica, le fu assegnata una stella sull'Hollywood Walk of Fame al 1731 di Vine Street.

## Doppiatrici italiane
- Rosina Galli in Castigo, Ingratitudine
- Maria Letizia Celli in Pranzo alle otto
- Margherita Bagni in Pranzo alle otto (ridoppiaggio 1951)
- Isa Bellini in Anna Christie (doppiaggio tardivo 1983)